# Société d'électricité Alioth

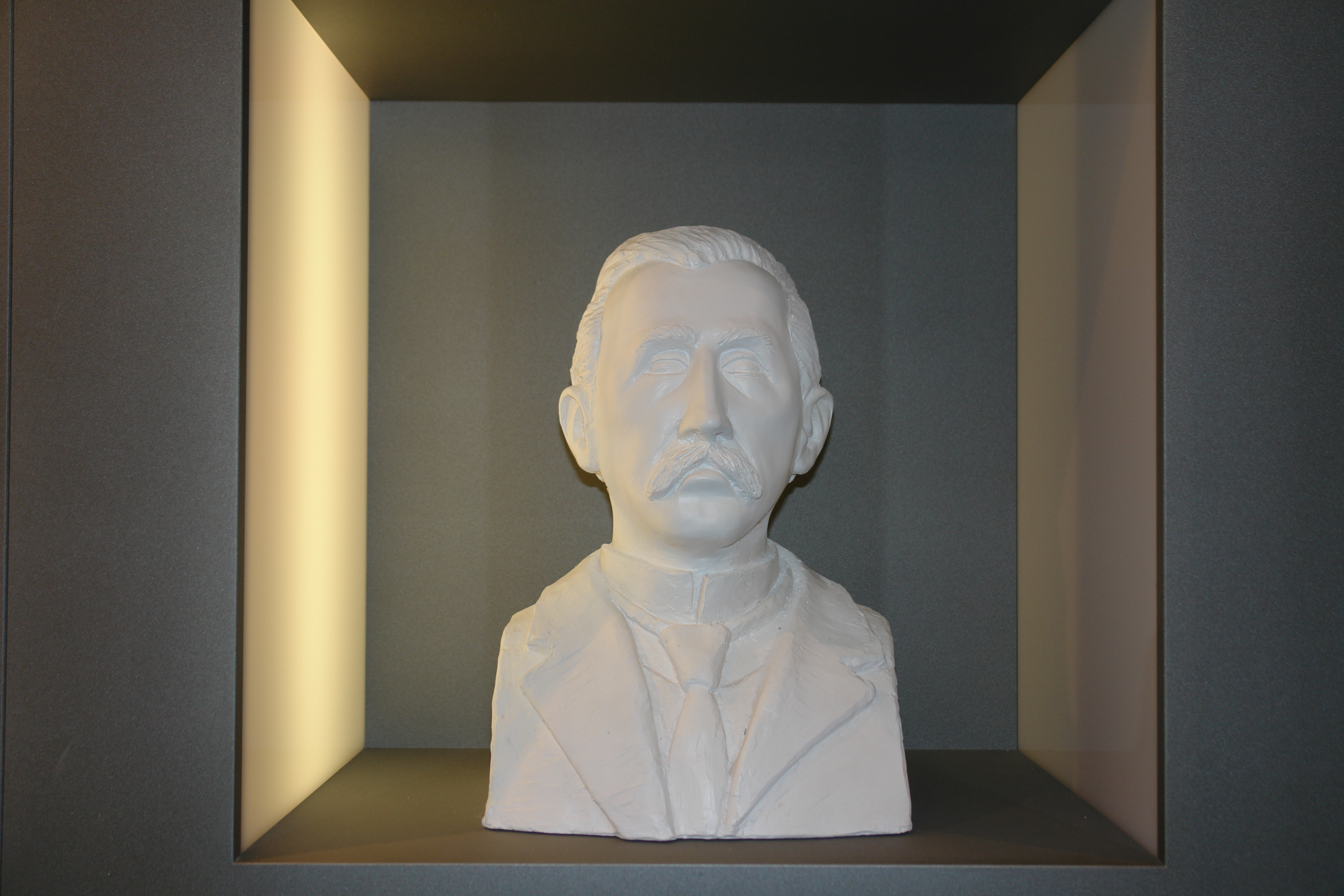
Ludwig Rudolf Alioth 1848-1916 (musée de Münchenstein).

La Société d'électricité Alioth  était une ancienne filiale française de construction de matériel électrique créée en 1898 par la société suisse Elektrizitäts-Gesellschaft Alioth AG. Elle était implantée à Lyon et fut absorbée en 1911 par la société suisse Brown, Boveri & Cie (actuellement Asea Brown Boveri (ABB)), qui, au travers de sa filiale française, la Compagnie Électro-Mécanique (CEM), en fit une des unités de fabrication de moteurs électriques du groupe.

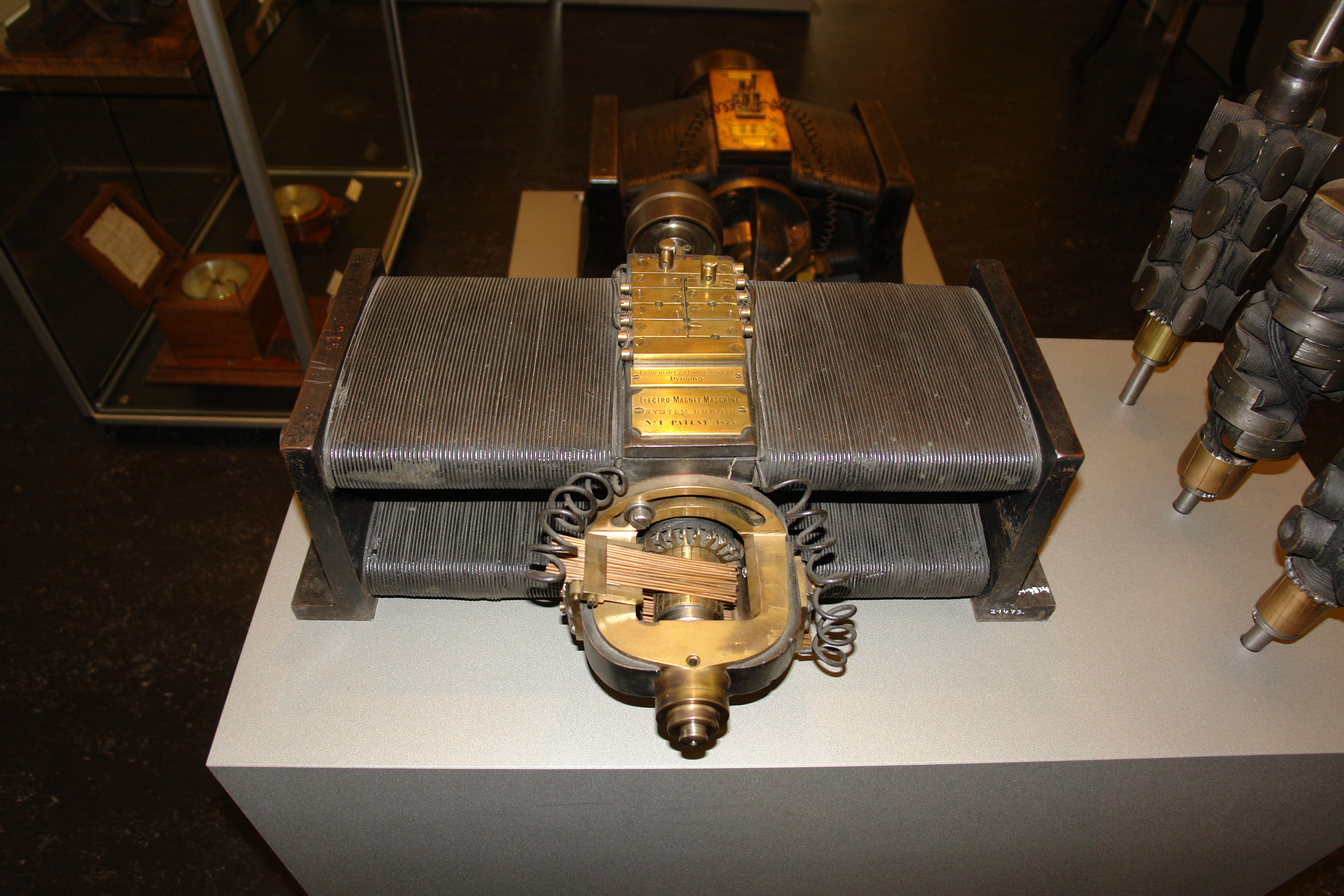
Dynamo Burgin. Inscription sur la plaque : « Electro Magnet Maschine Burgin N° 1 Patent 1875 ».

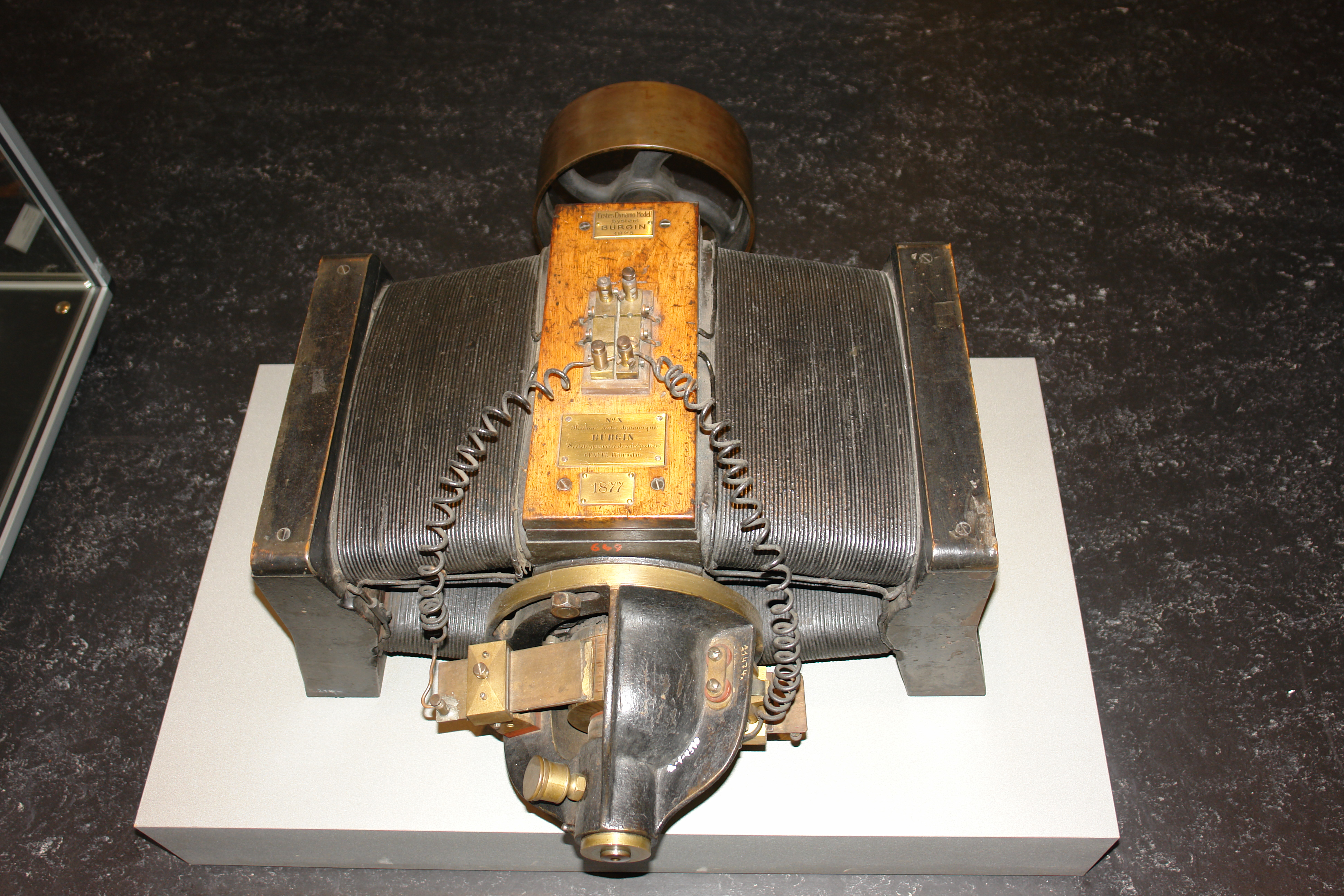
Moteur Bürgin de 1877 (musée de Münchenstein).

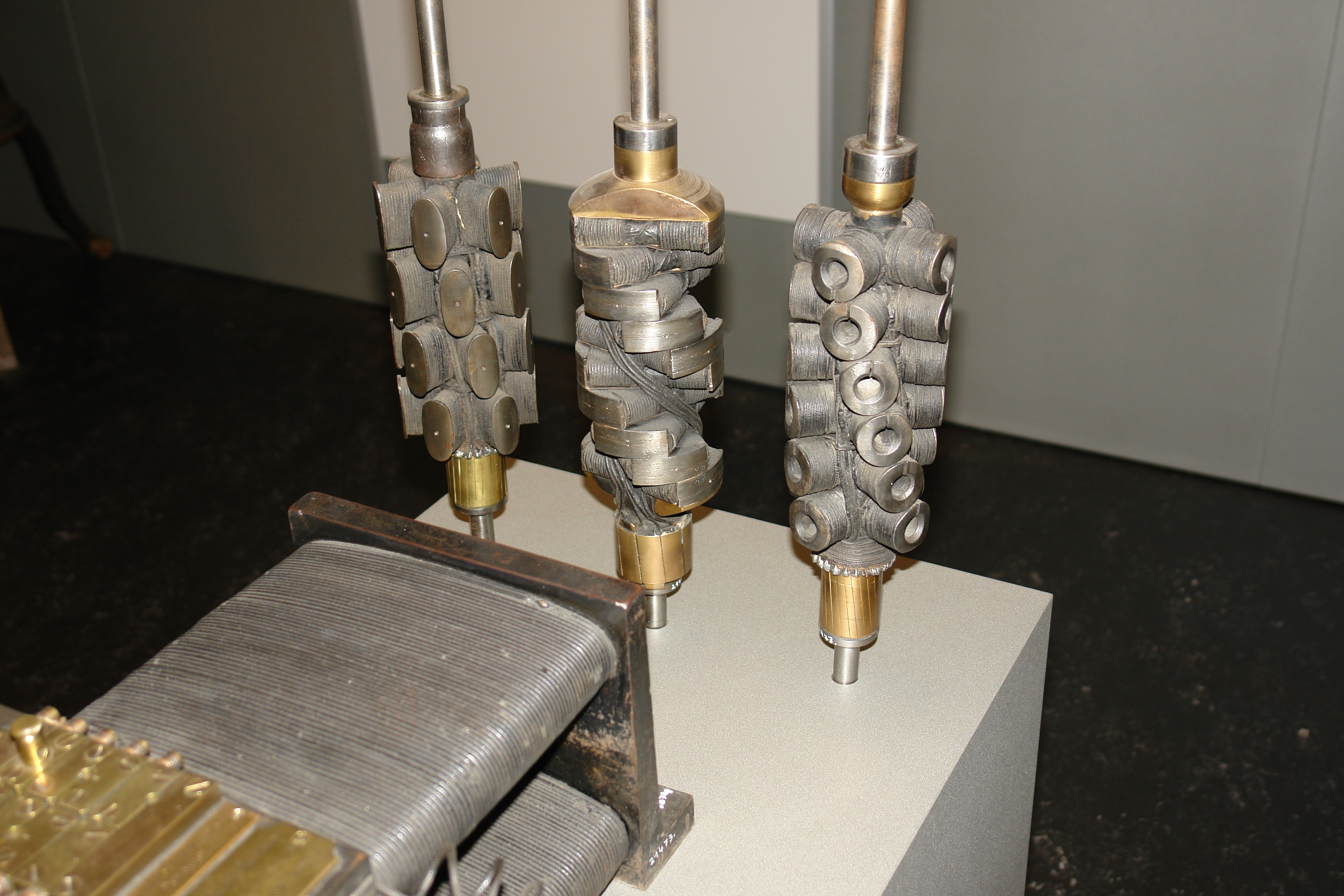
Différents rotors Bürgin à « organes sphériques » (musée de Münchenstein).

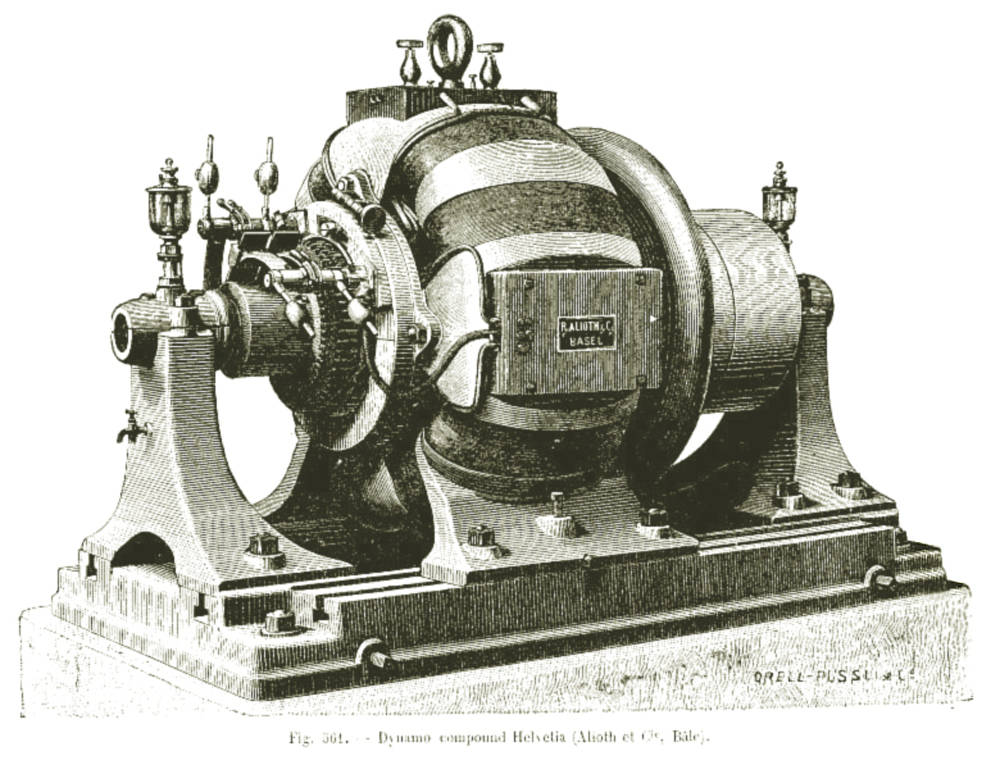
Cliché AA — R.Alioth et Cie - En 1884 apparition de la dynamo compound « Helvetia » bobinée en anneau au stator.

## Origines suisses de la société

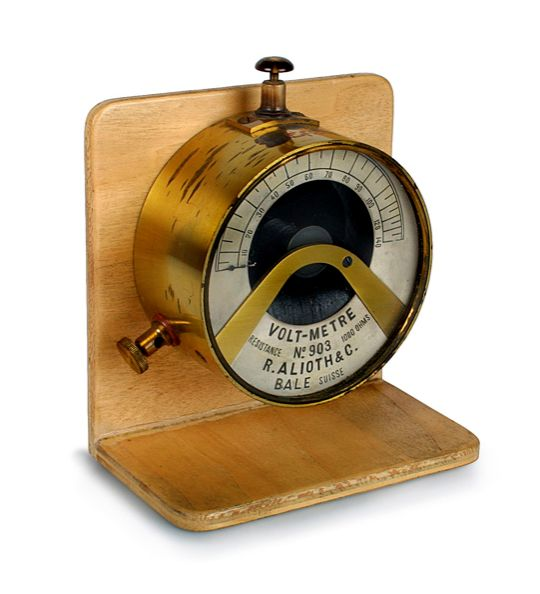
Voltmètre construit par R. Alioth et Cie de Bâle, no 903, vers 1890.

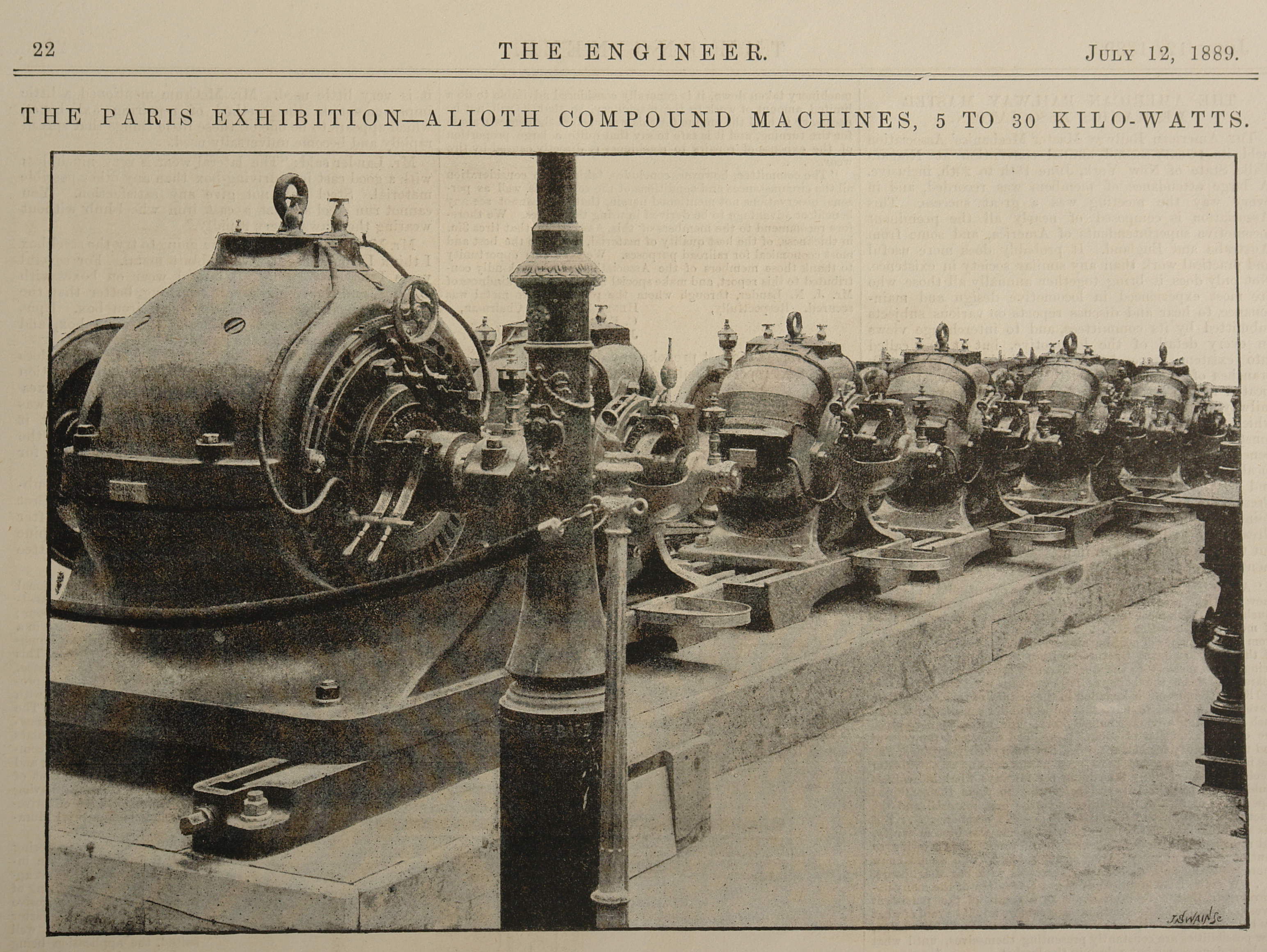
Cliché A – Série de moteurs électriques R. Alioth et Cie., présents en 1889. Noter qu'à partir du second les moteurs sont bobinés en anneau au stator.

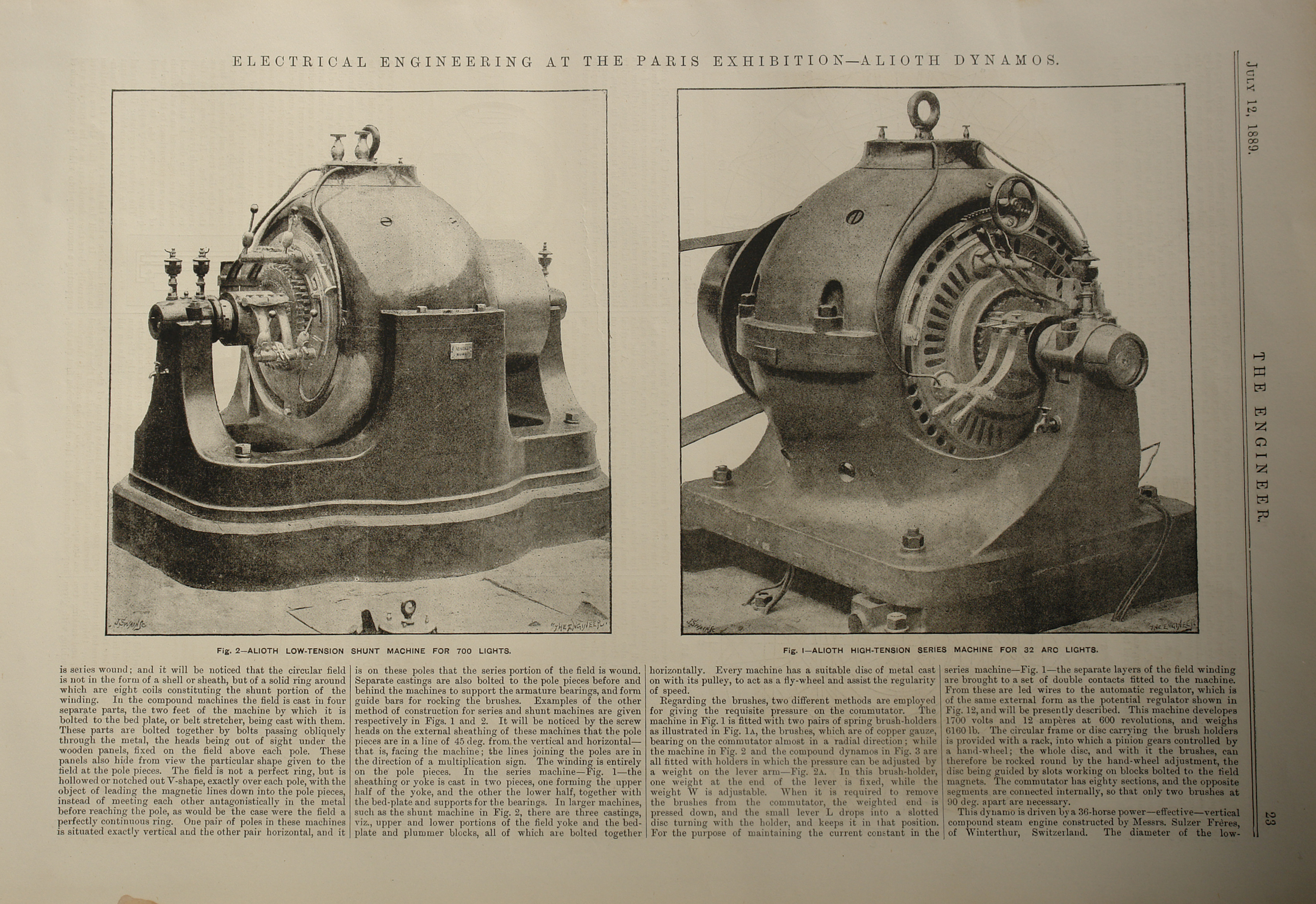
Cliché B – Moteurs à courant continu R. Alioth et Cie., en 1889. Il faut noter la construction en carcasse circulaire, ce qui est exceptionnel pour l'époque.

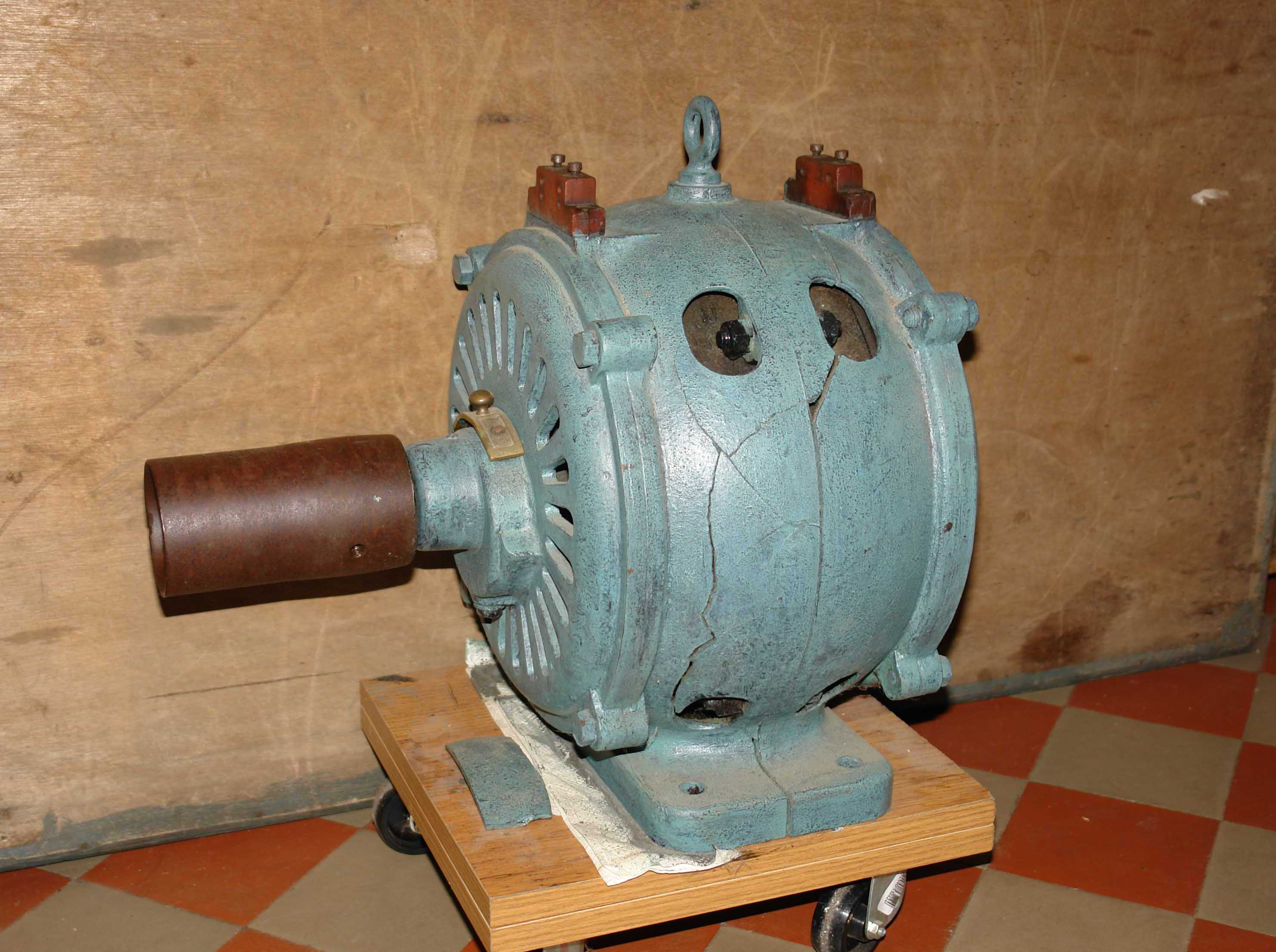
Cliché C — Moteur à courant alternatif, construit par R. Alioth et Cie de Bâle, no 1042, type M, vers 1891.

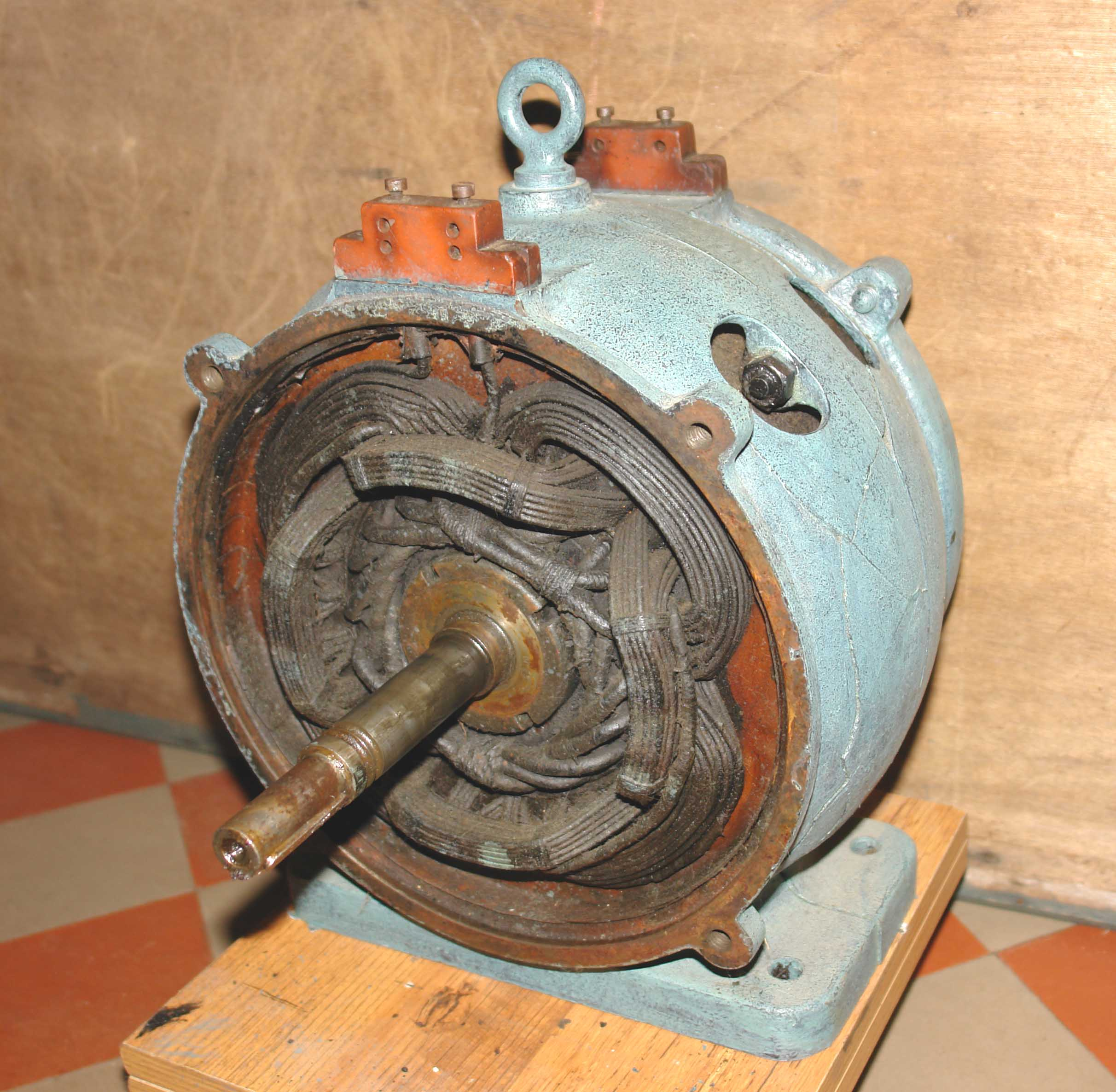
Moteur à induction, diphasé, fabriqué par R. Alioth et Cie, numéro 1042 (vers 1891).

La Société d'électricité Alioth de France était une filiale de la société suisse Elektrizitäts-Gesellschaft Alioth AG. Cette société suisse fut un pionnier de l'industrie électrique,. En témoignent encore aujourd'hui quelques exemplaires de ses réalisations (moteurs électriques et appareils de mesure, voir les clichés ci-contre), et les très nombreuses références dans la littérature technique. Elle fabriqua aussi du matériel ferroviaire,.
Aux origines, Johann Siegmund Alioth fonda près de Bâle, à Arlesheim, en 1824, la première filature de schappe en Europe continentale. Elle s'appelait J.S Alioth & Cie.
La société est dirigée ensuite par son fils Daniel August Alioth. Lequel eut un fils, Ludwig Rudolf Alioth. Après des études menées en Suisse et aux États-Unis, il collabore comme directeur technique, puis associé de son père à la filature de schappe. 
Il s'associa en 1881 avec Émile Bürgin, alors éminent électricien et auteur de plusieurs brevets sur des moteurs électriques à « organes sphériques » dès 1875. Ces moteurs Bürgin à courant continu faisaient déjà preuve de beaucoup d'ingéniosité électrique comme l'on peut encore le voir au musée de Munschenstein (voir photos 2-3 et 4).
L'inscription sur les plaques des moteurs passa alors de : « Système Bürgin patent Bürgin » à « Système Bürgin patent Bürgin & Alioth »  
Puis, en 1883, Ludwig Rudolf Alioth créa sa propre société pour la construction de matériel électrique  à Bâle. La firme se nomme R. Alioth et Cie. 

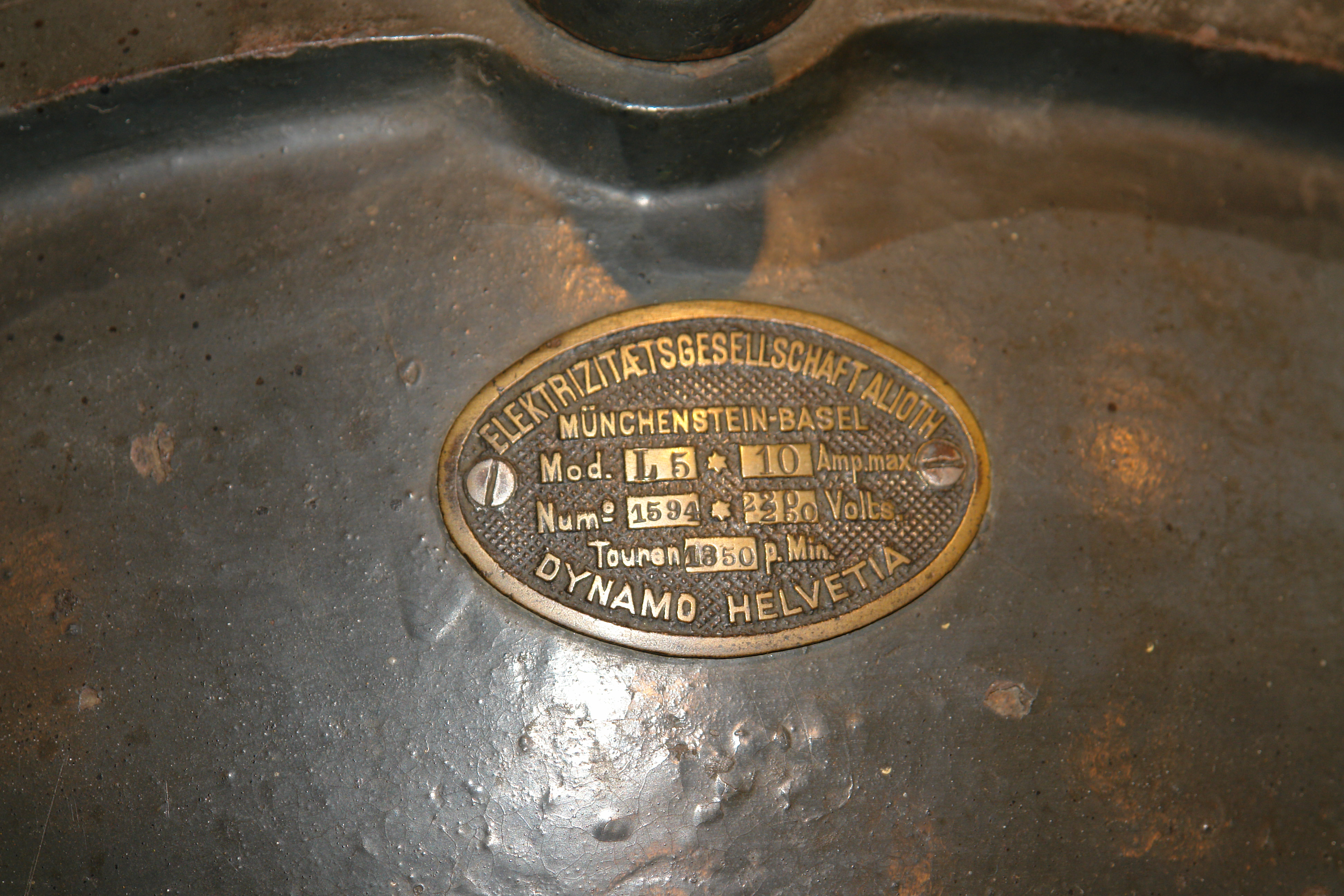
Plaque dynamo Helvétia Elektrizitäts-Gesellschaft Alioth N° 1594 (vers 1895), musée de Münchenstein.

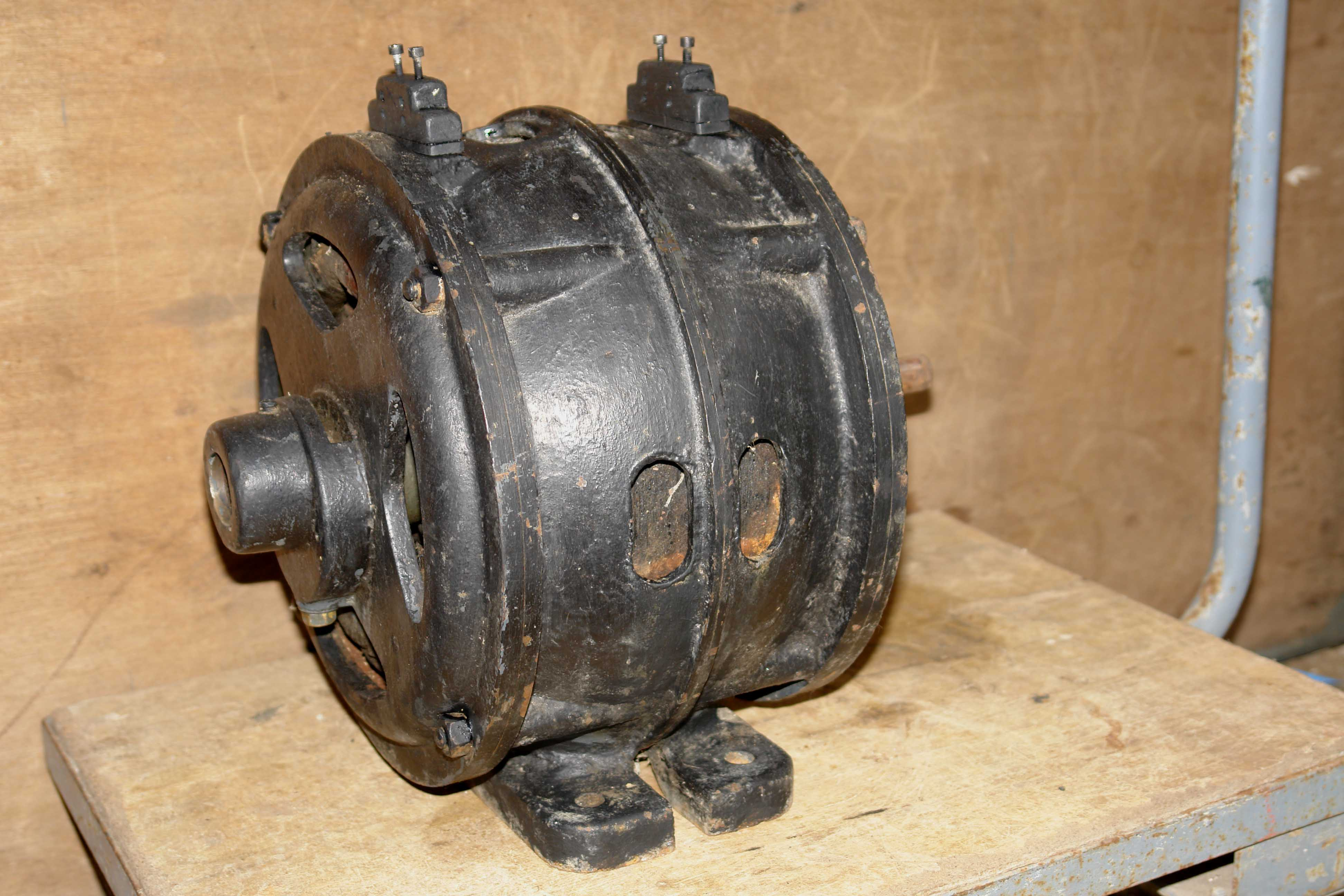
Cliché D — Moteur à courant alternatif construit par la Elektrizitäts-Gesellschaft Alioth de Münchenstein vers 1897, type M3, no 3672.

À noter qu'un moteur électrique « Bürgin » à organes sphériques sur le rotor est présenté dans le périodique L'Électricité de 1881 ; moteur figurant à l'exposition anglaise et dont on peut voir la gravure en 1883 dans la revue du même nom. Il est inscrit sur la plaque « Bürgin et Alioth »,. 
En 1884 est créé le modèle Helvetia, une dynamo compound (cliché AA). C'est la première machine bobinée en anneau au stator. Cette technique de bobinage préfigure les usages mis en pratique trois ans plus tard pour les premiers moteurs à courants alternatifs de la société. 
Dans la littérature technique de l'année 1889, il est spécifié  que la maison R. Alioth et Cie était connue mondialement, pour ses très nombreuses réalisations et ses réseaux industriels de force et de lumière en courant alternatif dès 1888, ce qui était téméraire à une époque où la tendance était presque exclusivement en faveur du courant continu. Ces moteurs à courant alternatif étaient alors exclusivement bobinés en anneau au stator (comme le montrent les clichés AA et A à l'arrière plan) valable aussi, comme on peut le voir, pour le courant continu. 
Postérieurement, grâce à Georg Meidinger, entré chez R. Alioth et Cie comme ingénieur constructeur, selon les sources, en 1891, ou 1892, la firme réussit à maitriser le virage industriel vers les courants alternatifs. Des alternateurs, dynamos et moteurs de toutes sortes furent alors construits en série (voir cliché C) et de nombreux brevets furent pris.
La fabrique, implantée en pleine ville de Bâle dans le quartier de Claragraben, qui employait jusqu'à 207 personnes en 1894 se montra rapidement trop limitée en surface malgré les constructions successives d'étages supérieurs. 
La société acquit alors, cette même année 1894, à Münchenstein,, en banlieue de Bâle, des terrains constructibles qui possédaient même un site hydraulique aménageable en usine de « force motrice électrique » et raccordés au réseau ferré. 
Tout cela favorisa le développement de l'entreprise dont les nouveaux locaux étaient construits spacieux et fonctionnels. Le nombre de monteurs et ouvriers passa en deux ans à peine à 374. 
Du matériel aussi ingénieux qu'audacieux fut construit, aussi bien en courant continu qu'alternatif monophasé ou polyphasé (biphasé, diphasé et triphasé). Une nouvelle génération de petits moteurs industriels vit le jour(voir cliché D). Le matériel ferroviaire, essentiellement des tramways, fit aussi la renommée de la fabrique tout au long de son existence. 
En 1894, la direction prépara alors l'expansion en s'ouvrant à la finance bâloise et en changeant de nom et de statut. Le 1er janvier 1895 la société en commandite R. Alioth et Cie devint la société anonyme Elektrizitäts-Gesellschaft Alioth, (en français la Société d'Électricité Alioth). Son capital était d'un million de francs suisses et son siège était situé à Arlesheim près de Bâle. 
Devant l'expansion du marché français et son potentiel de ventes, la société Elektrizitäts-Gesellschaft Alioth créa, en 1896, la Société d'applications industrielles (SAI). Elle était l'appui financier de la société en France et lui permit d'obtenir de nombreux marchés. 

La Elektrizitäts-Gesellschaft Alioth s'implanta en France en 1896 par l'intermédiaire de la Société Électrique du Nord basée à Roubaix. Il est indiqué dans le Didot Bottin de 1897 que cette société était alors concessionnaire de la société Alioth de Bâle pour la construction et la vente de ses moteurs sans balais et sans collecteur.

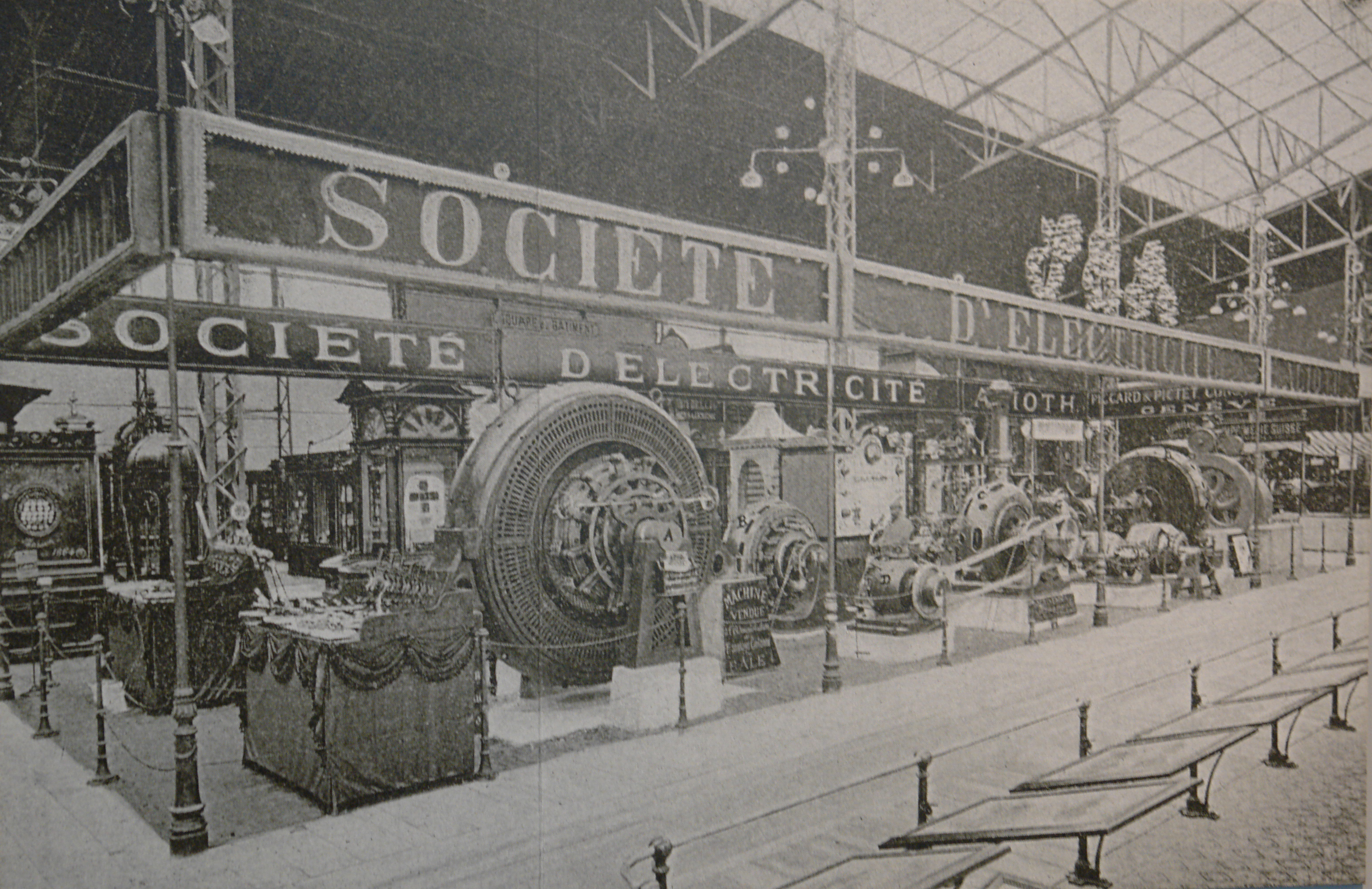
Stand de la Société d'électricité Alioth, Exposition universelle de 1900.

## L'entreprise française

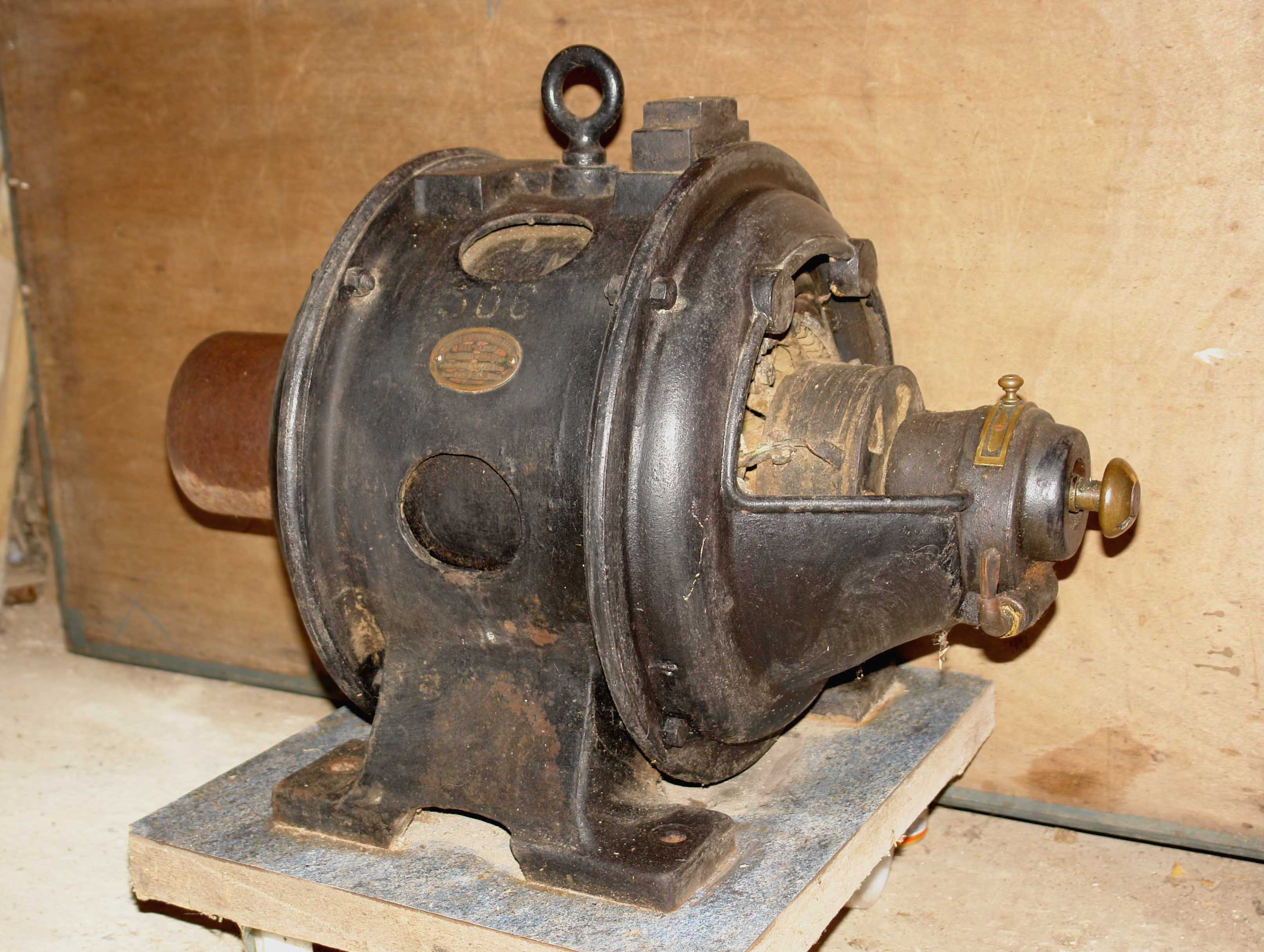
Cliché E — Moteur à courant alternatif, construit par la Société d'électricité Alioth de Lyon, à résistance tournantes, dit « Alioth à coup de poing », type JMD5, no 15720, vers 1905.

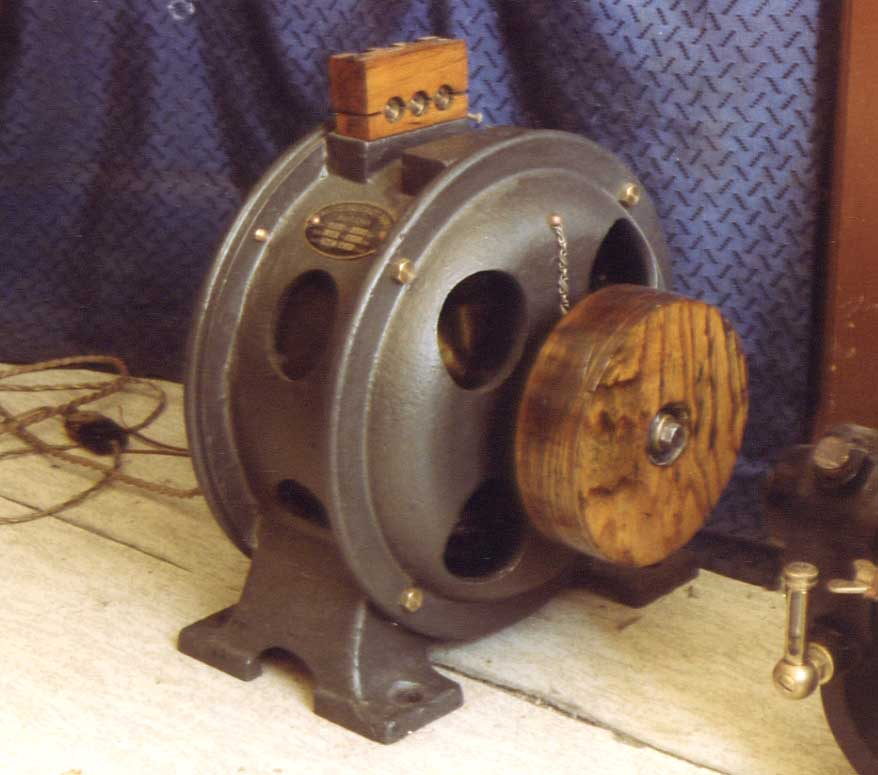
Moteur alternatif à cage, construit par la Société d'électricité Alioth de Lyon, type JMDO, no 19021, vers 1907.

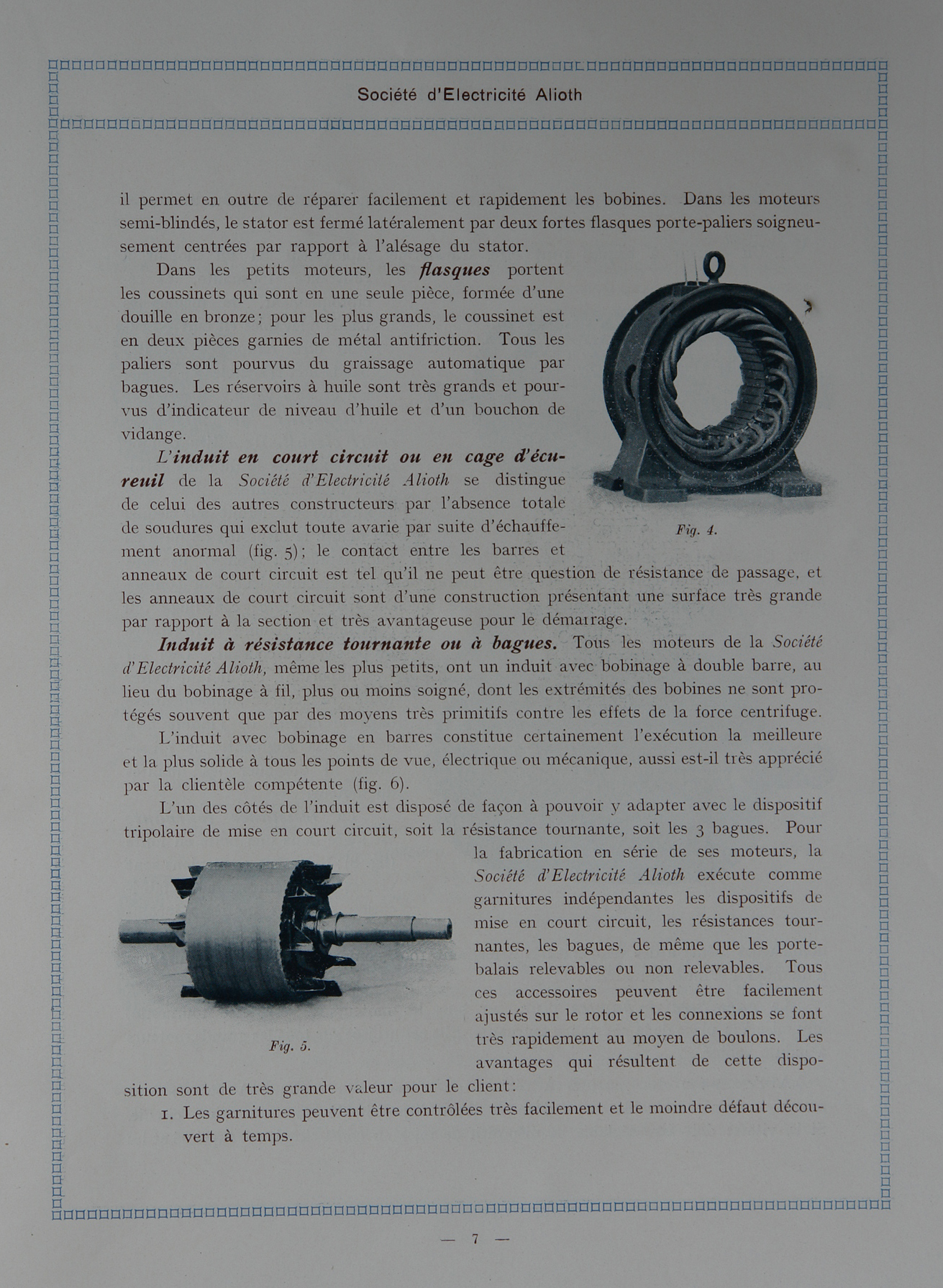
Extrait d'un catalogue de la Société d'électricité Alioth (vers 1910). La cage d'écureuil du rotor et les bobinages imbriqués du stator sont bien visibles. Ce changement d'équipements date chez Alioth des environs de 1900.

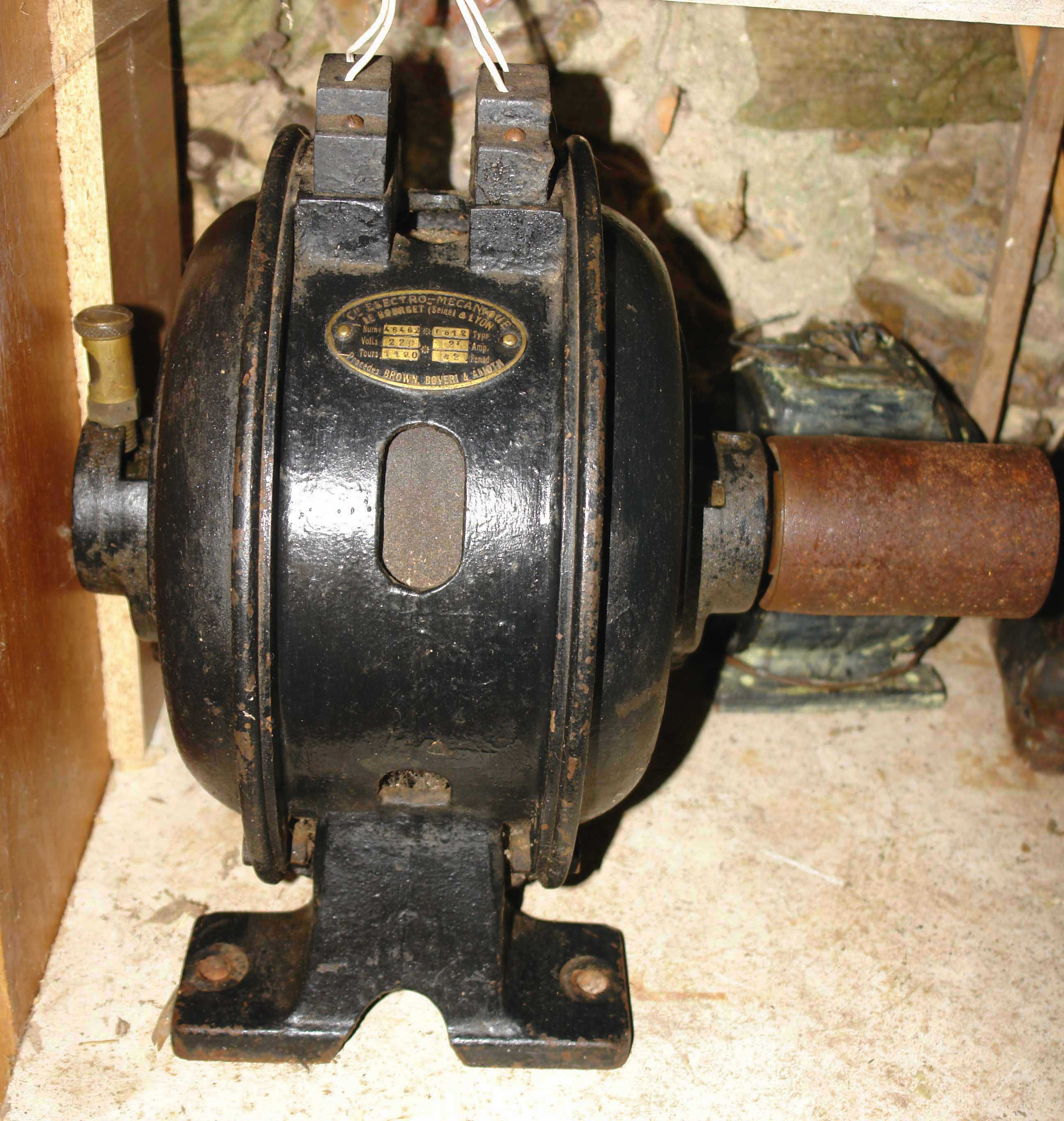
Cliché F — Un des premiers moteurs CEM de l'usine de Lyon. Modèle construit dans la lignée des « Alioth », type 0812, no 46462, année 1912.

Le partenariat avec la Société Électrique du Nord prit fin en 1898 avec la création par Alioth de sa propre filiale à Lyon, place de la Buire dans le 3e arrondissement, par l'achat, en 1897, d'un terrain et d'un bâtiment appartenant aux  Chantiers de la Buire (1847) qui faisaient à l'époque de la construction mécanique et de l'électricité. En tout, cela représentait plus d'un hectare de terrains, des bâtiments raccordés aux voies ferrés ainsi que d'anciens ateliers de construction électriques vieux alors d'une dizaine d'années.
En 1880, les Chantiers de la Buire avaient été repris par la Compagnie des Fonderies et Forges de l'Horme. En 1898 la société, devenue Société Nouvelle des Établissements de l'Horme et de la Buire, vendit le département de production électrique créée en 1890 par les Forges et Fonderies de l'Horme à la Société d'électricité Alioth (avec en supplément l'appellation temporaire : Matériel électrique Alioth-Buire),. Un bâtiment important destiné à l'usinage et l'assemblage des grosses machines fut alors construit. 
Des records de fabrication y furent battus, notamment un alternateur de huit mètres de diamètre destiné à la compagnie du gaz de Lyon ou encore un alternateur à volant d'inertie de 60 tonnes. En tout, plus de 40 000 moteurs électriques (voir clichés 4 et 5), dynamos et alternateurs sortirent de ces ateliers. Il faut ajouter à cela les composants annexes que sont les rhéostats, transformateurs et appareils de mesures, ainsi que d'importantes commandes de matériel ferroviaire surtout à partir de 1906. 
On peut citer, principalement dans le domaine de la traction pour les des chemins de fer, les commandes pour les liaisons suivantes : Monthey-Champéry, Münster-Schlucht, Aigle-Ollon-Monthey ; des locomotives de 2 000 ch pour les chemins de fer Paris-Lyon-Marseille, de la Bernina et de la Wengen. Mais aussi plusieurs équipements de lignes de chemins de fer locaux ainsi que des sous-stations pour le transport de force. Ceci vaut aussi bien pour la maison mère que pour sa filiale lyonnaise.
Malgré tout cela, en 1910, une convention prévoyant un échange d'actions et d'administrateurs fut conclue entre Alioth et Brown, Boveri & Cie (BBC). Les réseaux de vente Alioth en Autriche, Italie, Espagne, Hollande, aux États-Unis et en Amérique du Sud furent repris par BBC en 1911. 
La filiale française de BBC, la Compagnie Électro-Mécanique (CEM) du Bourget, racheta les actions de la filiale Alioth de Lyon — dont les ateliers couvraient une superficie de 12 000 mètres carrés — également en 1911. Puis l'assemblée générale de l’Elektrizitäts-Gesellschaft Alioth décida finalement de vendre à BBC, en mars 1913, les usines de Münchenstein,. Selon Serge Paquier : « Décidément rien ne peut sauver un « moyen » contre l'appétit des « grands » qui drainent toujours plus de finance [...] ».
Sur les moteurs CEM des années postérieures il fut longtemps inscrit sur les plaques signalétiques : « Procédés Brown, Boveri & Alioth » (voir cliché F) et les modèles « Alioth » ont perduré jusqu'au début des années 1920. Dans le monde de l'électricité la Société d'électricité Alioth a laissé son empreinte durant de très nombreuses années. 
Encore actuellement dans les années 2000, les bobiniers parlent du bobinage imbriqué comme du bobinage « Alioth » ou encore des moteurs à résistances tournantes, appelés par les anciens dans le métier les « Alioth à coup de poing » (voir cliché E), car il y avait un contacteur rotatif en bout d'arbre arrière qu'il fallait frapper à mi-course pour shunter les résistances tournantes du rotor, modèle archaïque du moteur à coupleur centrifuge ou à bagues.

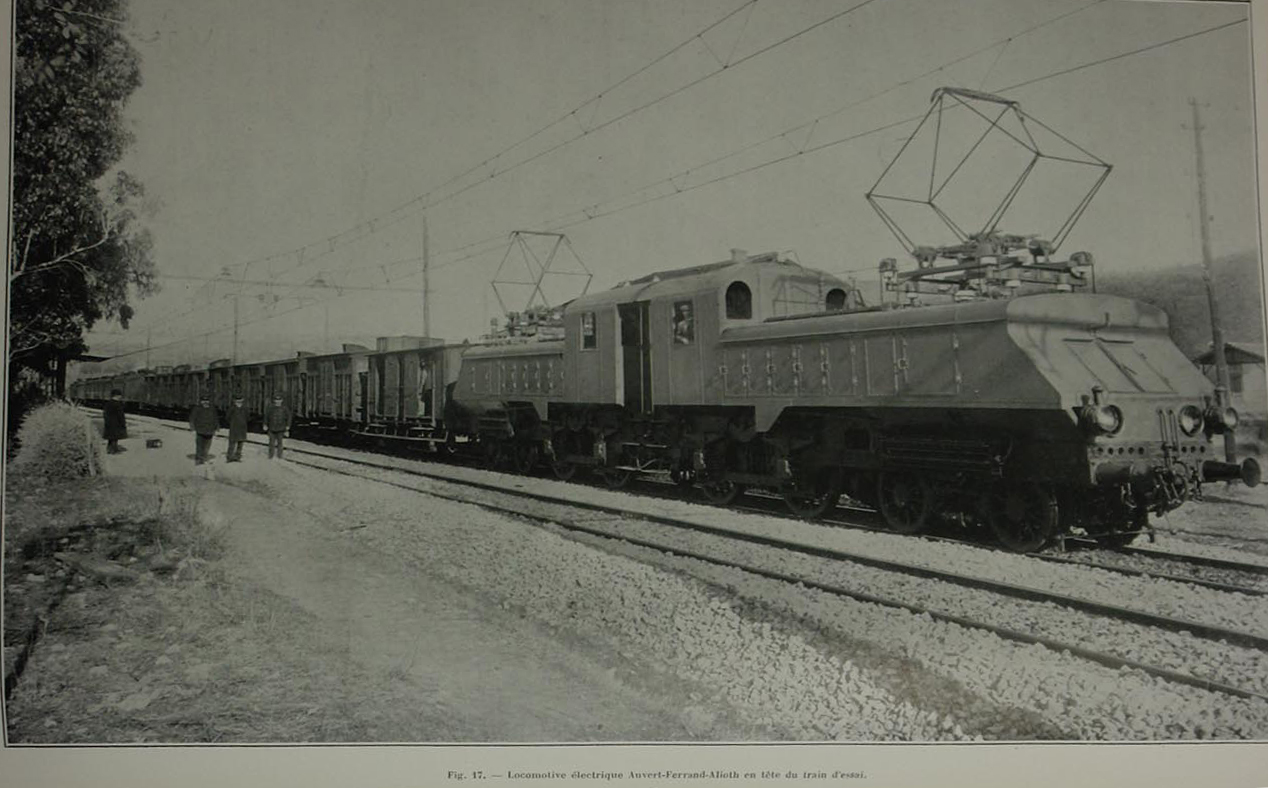
Locomotive électrique Auvert et Ferrand Alioth (1909-1914).